# Dosel

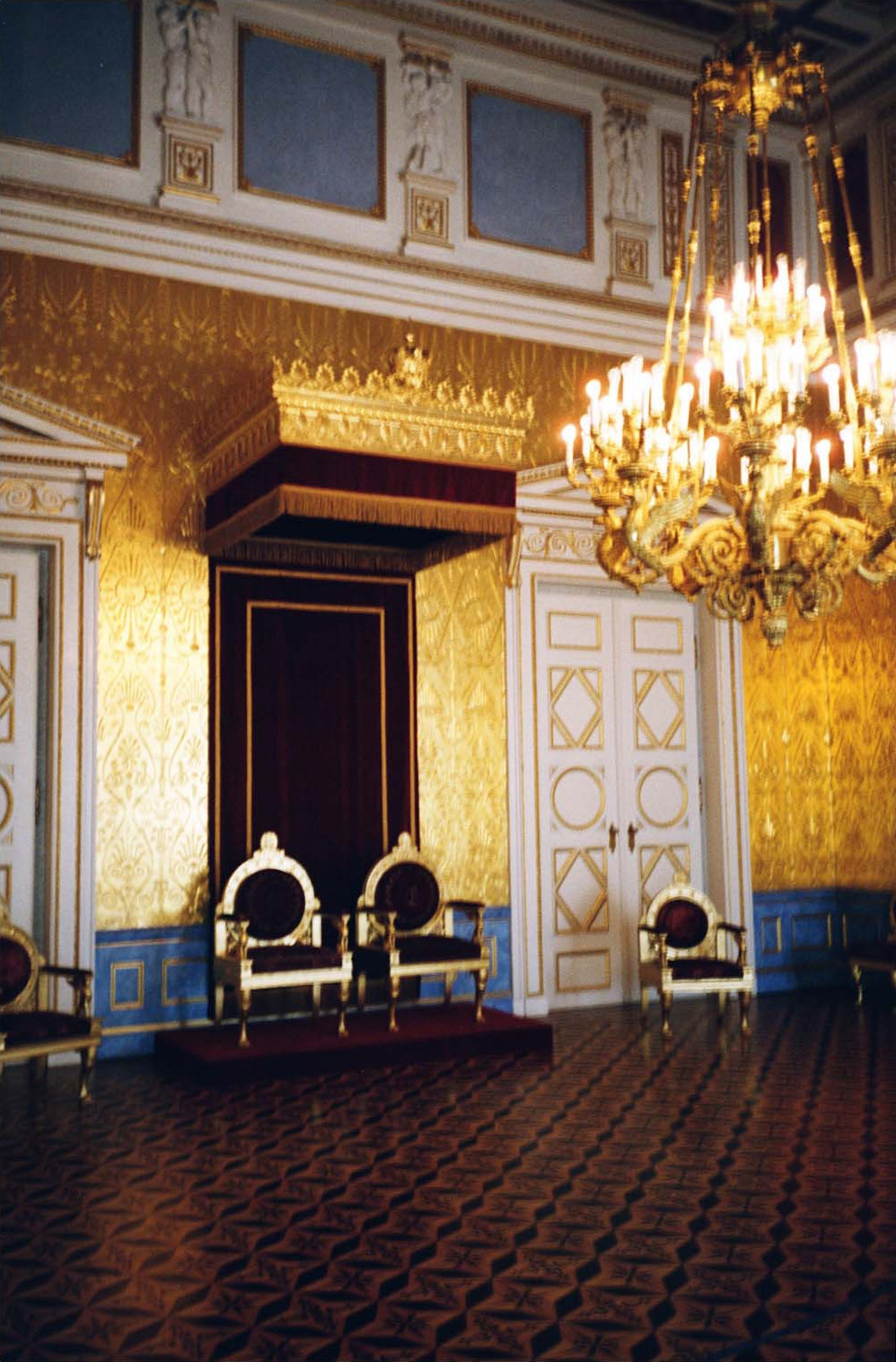
Trono con dosel, en uno de los salones del trono de la Residencia de Múnich.

Se llama dosel al ornamento que se coloca formando techo sobre un trono, un altar, etc., del que suelen colgar cortinajes.
Es una cubierta ornamental de una imagen, estatua, etc., con la que se quiere realzar su dignidad y exaltar su ornamentación. En el arte gótico, denominado habitualmente como doselete, tiene forma de templete abovedado y muy recargado de elementos ornamentales, sobre todo pináculos.  

## Tipos de doseles
El dosel para los tronos de reyes, príncipes y duques se usa desde el siglo XIV y algo antes en las iglesias para los prelados y acaso también para las imágenes, con el principal fin de dotar el espacio con mayor dignidad. Los doseletes para imágenes, en escultura, se dan a partir del siglo XII y son comunes en toda la época gótica hasta el siglo XVI. En este siglo y siguientes se rodea la parte alta del verdadero dosel (al igual que en otros cortineros parecidos) con un conjunto de recortes de tejido, adornados con flecos o franjas que reciben el nombre de guardamalletas.